# Tapinoma glaesaria
Tapinoma glaesaria este o specie dispărută de furnici din genul Tapinoma. Descrisă inițial de Gennady Dlussky în 2002 ca Tapinoma aberrans, fosile ale speciei au fost găsite în chihlimbar Rovno din Ucraina Numele specific original a fost un omonim secundar al Tapinoma aberrans ( Santschi, 1911), o specie existentă din Madagascar Perrichot, Salas-Gismondi & Antoine (2019) a inventat un nume de înlocuire T. glaesaria pentru taxonul descris de Dlussky.